# 岳老三
岳老三，金庸武俠小說《天龙八部》反派人物。
擅使鱷嘴剪（一種大剪刀，前頭形似鱷魚的嘴巴，故名）及鱷尾鞭，时刚猛一路的武功，可以轻易一下将人一剪为二；天生力大无穷、身形庞大，但轻功也仅逊于云中鹤。

## 簡介
在四大恶人中排行第三，但在自稱時喜歡和排名第二的葉二娘對調，自稱「岳老二」。
岳老三在南海為尊，人人叫岳老三「老祖宗」、「老爺爺」，性子衝動暴躁，脑筋比较不灵活，但为人極讲信用，说到做到，武功高强但脑筋单纯，而且对自己声誉與輩分次序极为重视。
有一弟子「小煞神」孫三霸，為木婉清所殺。
在无量山初遇段誉，见段誉骨格精奇（正確來說，是他們的後腦骨相似），便大喊“你跟我很像”，马上硬拉段誉拜自己为师，段誉半推半拒把他蒙混过去。
后来在大理皇宫，段誉更用计骗得岳老三成为他的徒弟。
鳳凰譯邊紅沙灘一戰中把大理四大護衛之一古篤誠打落江中；在曼陀山庄時，在老大段延庆要杀段誉的时候，岳老三拼死相救，说段誉是他的师父，一定要救他，终为段延庆所杀。 

## 影視形象

### 劇集
- 劉國誠：香港無綫電視《天龍八部》（1982年）
- 鄭少峰：台灣中視《天龍八部》（1990年）
- 秦煌：香港無線電視《天龍八部》（1997年）
- 李彧：江蘇省廣播電視總台、九洲音像出版公司聯合出品《天龍八部》（2003年）
- 林以政：中國華策影視、東陽大千影視聯合出品《天龍八部》（2013年）
- 董可飛：中國新麗傳媒《新天龍八部》（2021年）